# Vasgen Badal
Vahagen Badal, gebürtig Vahagn Vardanian Badal (armenisch Վահագն Վարդանյան Բադալ; * 11. Dezember 1891 in Teheran; † Ende 1959 vermutlich in Berlin), war ein armenisch-iranischer Filmproduzent beim deutschen Film.

## Leben und Wirken
Badal gilt heute als einer der längst vergessenen Filmschaffenden der deutschen Kinogeschichte. Über seinen Werdegang und seinen Einstieg ins Filmgeschäft ist nur wenig bekannt. Im Juli 1926 wurde er als Nachfolger von Max Glass und Erich Morawsky Geschäftsführer bei der Film-Wochenschau GmbH. Mit der Gründung der Dr. V. Badal-Filmproduktion begann er 1932 seine Tätigkeit als Filmproduzent. Die Unabhängigkeit der Badal-Film währte nur wenige Jahre, dann musste ihr Inhaber die Firma auflösen. In dieser Zeit stellte er eine Reihe von Romanzen und Komödien her, in denen so beliebte Leinwandstars wie Jenny Jugo, Magda Schneider, Camilla Horn und Heinz Rühmann mitwirkten. 1935 gründete er eine neue Firma 'Badal Filmproduktion Vahagen Badal' (1935–1939) und stellte 1936 zwei Abenteuerstoffe mit alt-russischem Hintergrund, Stjenka Rasin und Moskau – Shanghai, her.
Badals Tätigkeiten in den folgenden Jahren bis 1945 liegen weitgehend im Dunkeln. Bekannt ist lediglich, dass er im Winter 1940/41 den 17-minütigen NS-Propagandafilm Roter Nebel drehte, der erst 1942, also nach dem deutschen Angriff auf die UdSSR im Juni 1941, in die Kinos gebracht wurde. Mit dieser Inszenierung versuchte das Propagandaministerium Stimmung gegen die Sowjetherrschaft im Baltikum zu erzeugen. In der zweiten Jahreshälfte 1950 nahm Badal seine Produktionstätigkeit mit der neugegründeten 'Badal-Filmproduktion GmbH, München' wieder auf. Dennoch blieb der Output äußerst spärlich.
Zum Zeitpunkt seines Todes war Badal nahezu vergessen. Nicht einmal die Fachzeitschrift "Filmecho" brachte einen Nachruf.

## Filmografie (als Produzent)
- 1932: Das Mädel vom Montparnasse
- 1933: Es gibt nur eine Liebe
- 1934: Ein Walzer für dich
- 1934: Fräulein Liselott
- 1934: Ich sehne mich nach Dir
- 1936: Stjenka Rasin
- 1936: Moskau – Shanghai
- 1940/42: Roter Nebel (kurzdokumentarischer NS-Propagandafilm; Regie)
- 1950: Unvergängliches Licht
- 1952: Oh, du lieber Fridolin (auch Produktionsleitung)